# Bram Moolenaar
Bram Moolenaar (Lisse, 1961 – 3 augustus 2023) was een Nederlandse programmeur en een actief lid van de opensourcesoftware-gemeenschap. Hij heeft het programma Vim geschreven. Dit is een teksteditor die populair is onder programmeurs en gevorderde computergebruikers.

## Ontwikkeling van Vim
Het programma Vim begon in 1988 als "Vi IMitation" op de Amiga-computers, maar werd later hernoemd naar "Vi IMproved" en geporteerd naar andere platformen. Omdat vi populair was onder programmeurs en systeembeheerders, was er aanvankelijk twijfel of de 'verbeterde' versie van Bram dezelfde kwaliteit kon halen en hetzelfde aantal mensen zou aanspreken als het origineel. Echter, sinds de eerste release voor Unixsystemen, in 1992 van Vim, is vi min of meer overschaduwd door Vim, dat zelfs meerdere onderscheidingen heeft gekregen en "een van de populairste tekstverwerkers" wordt genoemd.

## Goede doelen
Bram steunde verschillende goede doelen en riep mensen op om wezen in Oeganda te ondersteunen. Hij was een van de eerste programmeurs die een Carewarelicentie gebruikte, in dit geval voor zijn programma Vim. Dit betekent dat het programma zelf gratis beschikbaar is, maar de gebruikers aanmoedigt om een doel dat de programmeur heeft uitgekozen te steunen. Na de introductie van dit concept, zijn verschillende andere programma's ook uitgegeven onder deze licentie.

## Verdere bijdragen
Naast Vim heeft Bram ook andere programma's geschreven, waaronder "A-A-P". Dit is een programma, geschreven in Python, om software in elkaar te zetten. Het lijkt op make, maar is krachtiger. Verder heeft hij een programmeertaal met de naam Zimbu ontworpen, die de nadruk legt op de leesbaarheid van programma's. Hiernaast was Bram een "Assurer" voor de non-profit certificaatautoriteit CAcert, wat betekent dat hij de identiteit van mensen mocht bevestigen via het Web van vertrouwen van CAcert. Van al zijn bijdragen op het gebied van informatica, blijft Vim toch wel zijn belangrijkste en meest gebruikte applicatie.

## NLUUG
Moolenaar was lange tijd lid van de Nederlandse vereniging NLUUG, die hem bij haar 25-jarig jubileum een onderscheiding gaf voor het feit dat hij Vim heeft geschreven en voor zijn bijdragen aan opensourcesoftware in het algemeen.

## Latere activiteiten
Moolenaar werkte bij Google, en vanaf 2006 werkte hij in het kantoor in Zürich. Verder onderhield hij het programma Vim.

## Overlijden
Moolenaar overleed op 3 augustus 2023 aan een medische aandoening die "de afgelopen weken in rap tempo verergerde".